# Anders Besseberg
Anders Besseberg (ur. 25 lutego 1946) – norweski działacz sportowy, w latach 1993–2018 prezydent Międzynarodowej Unii Biathlonu (IBU).

## Biografia
Był reprezentantem Norwegii w biathlonie, jednak nigdy nie startował w mistrzostwach świata ani igrzyskach olimpijskich. Trenował również biegi narciarskie. W trakcie kariery zawodniczej ukończył Norweską Akademię Sportu, w latach 1970–1975 pracując tam jako wykładowca. W 1976 r. został trenerem norweskiej reprezentacji biathlonowej, a był to czas, gdy tamtejsza kadra przeszła z karabinów wielkokalibrowych na małokalibrowe. Po utworzeniu IBU rządził tą organizacją nieprzerwanie przez 25 lat, rozwijając ją z marginalnej dyscypliny w jeden z najpopularniejszych sportów telewizyjnych w Europie, z dużymi przychodami z marketingu i obecnością w mediach, dlatego uważa się do za „ojca współczesnego biathlonu”. Od 2018 r. w Austrii i Norwegii toczyły się przeciwko niemu dochodzenia karne, bowiem miał on przyjmować łapówki od rosyjskich urzędników oraz ignorować zarzuty dotyczące dopingu. Na początku 2024 r., po trwającym kilka tygodni procesie, norweski sąd udowodnił mu korupcję, skazując na 3 lata i 1 miesiąc więzienia oraz konfiskatę 1,4 miliona koron norweskich.